# Kawauchi (Ehime)
Kawauchi (jap. 川内町, -chō) war eine Stadt im Landkreis Onsen in der Präfektur Ehime in Japan.

## Geschichte
Am 21. September 2004 wurde sie mit der Gemeinde Shigenobu zu der Stadt Tōon zusammengelegt und existiert seitdem nicht mehr als eigenständige Verwaltungseinheit.